# Голотвина, Ольга Владимировна
Ольга Владимировна Голотвина — российская писательница, пишет книги в жанре фэнтези.
Окончила редакционно-издательский факультет Московского полиграфического института (ныне Московский государственный университет печати) по специальности «редактор». Проживает в Москве.
Дебют писательницы состоялся в середине 90-х. Её книги выходили в серии «Книга-игра. Путь героя» (проект, начатый книгами Дмитрия Браславского). Как вспоминает Браславский в своём интервью, Ольга написала ему письмо, где поделилась с ним понравившимися ему идеями книги игры, и тот пригласил её в проект. В этой серии вышло 3 книги автора (тиражом 3000 экз. каждая). Второе издание книги «По закону прерии» выпущено в 2011 году в Чебоксарах тиражом 1000 экз. Текст этих книг свободно доступен на сайте автора.
В 2002 году вышло первое произведение Ольги Голотвиной, относящееся к традиционной, неинтерактивной литературе, — роман «Представление для богов», открывший одноимённый цикл (и являющийся подциклом глобальной серии «Великий Грайан», объединённой общим миром - главные герои одного подцикла могут становится эпизодическими в другом). Этот роман номинировался на звание лучшего романа 2002 года по версии Мира фантастики. В конце 2008 года работа над этим циклом была закончена. Пять романов, написанных за шесть лет, были написаны хоть и не на шедевральном, но хорошем уровне, их отличает яркие герои и мир, в котором они обитают, увлекательный авантюрный сюжет, качественный литературный язык а также определённая «сказочность» стиля писательницы: когда и добро, и зло получают по заслугам.